# Cautano
Cautano est une commune de la province de Bénévent dans la région Campanie en Italie.

## Histoire
En 1851 Cacciano et Cautano sont réunies en une seule commune avec le nom de Cacciano-Cautano et appartenant à la province d'Avellino. En 1861, la commune appartient administrativement à la nouvelle province de Bénévent. 

## Administration
| Période                                  | Période  | Identité       | Étiquette | Qualité |
| ---------------------------------------- | -------- | -------------- | --------- | ------- |
| 15 juin 2004                             | En cours | Giuseppe Fuggi |           |         |
| Les données manquantes sont à compléter. |          |                |           |         |

### Hameaux
- frazione : Cacciano
- contrade : Maione, Cesine, Sala, San Giovanni, Loreto

### Communes limitrophes
Campoli del Monte Taburno, Foglianise, Frasso Telesino, Tocco Caudio, Vitulano